# An Ancient Muse
An Ancient Muse é o oitavo álbum de estúdio da cantora e compositora canadense Loreena McKennitt, lançado em 2006.
Foi o seu primeiro álbum de estúdio depois de um pausa de 9 anos.
| Críticas profissionais                                                      | Críticas profissionais |
| Avaliações da crítica                                                       | Avaliações da crítica  |
| Fonte                                                                       | Avaliação              |
| --------------------------------------------------------------------------- | ---------------------- |
| About.com                                                                   | [ 2 ]                  |
| Allmusic                                                                    | [ 3 ]                  |
| Esta tabela precisa de ser acompanhada por texto em prosa. Consulte o guia. |                        |

## Faixas
1. "Incantation" - 2:35
2. "The Gates of Istanbul" - 6:59
3. "Caravanserai" - 7:36
4. "The English Ladye and the Knight" (texto de Walter Scott)- 6:49
5. "Kecharitomene" - 6:34 (instrumental)
6. "Penelope's Song" - 4:21
7. "Sacred Shabbat" - 3:59 (instrumental)
8. "Beneath A Phrygian Sky" - 9:32
9. "Never-ending Road (Amhrán Duit)" - 5:54

Bônus
1. "On Raglan Road" – 6:12 – (faixa inédita presente apenas no CD bônus acessível no Barnes & Noble)
2. "Beneath a Phrygian Sky (Gordian version)" – 9:25 – (exclusivo no iTunes Store remix)

## Desempenho nas paradas

### Álbum
| Paradas (2006)         | Melhor posição. |
| ---------------------- | --------------- |
| Billboard 200          | 83              |
| Top Canadian Albums    | 9               |
| Top Internet Albums    | 99              |
| Top World Music Albums | 2               |